# Филиппи, Роберто
Роберто Филиппи, также известный как Пиппо Филиппи (род. 30 июля 1948 года в Падуе) — итальянский футбольный тренер и бывший футболист, полузащитник.

## Карьера
Он начал играть в футбол на профессиональном уровне в 1968 году в составе «Клодиензе» из Серии C, за один сезон сыграл 33 матча и забил семь голов. Перейдя в команду из своего родного города, «Падову», он оставался там в течение трёх сезонов (все в Серии С), игрой за этот клуб привлёк внимание «Болоньи».
В Серии А за «Болонью» он сыграл всего три матча, прежде чем перейти в «Реджину» в ноябре 1972 года. В команде он отыграл два сезона, затем вернулся в «Падову», которая продолжала выступать в третьем дивизионе. Он сыграл за команду весь сезон 1974/75 и начало следующего, а в октябре 1975 года перешёл в «Виченцу».
По итогам первого сезона Филиппи в Серии B команда завоевала повышение в классе, а в следующем году Филиппи вместе с командой стал серебряным призёром Серии A. Наряду с Джованни Баттистой Фаббри и лучшим бомбардиром сезона Паоло Росси Филиппи был одним из ключевых игроков той команды, которая уступила лишь «Ювентусу». В том сезоне Фабри стал футболистом года в Италии по версии Guerin Sportivo. За свою игру получил прозвище «ярость».
В следующем сезоне он перешёл в «Наполи» и снова стал лучшим в Италии по версии Guerin Sportivo. Он играл в футболке синих с 1978 по 1980 год, затем в сезоне 1980/81 отправился в «Аталанту» из Серии B. Потом он сыграл ещё два сезона в высшем дивизионе за «Чезену» и в конечном итоге вернулся в «Виченцу» в 1983 году.
С «Виченцой» он за три сезона поднялся из Серии C1 в Серию A. Однако клуб лишился права выступать в высшей лиге за участие в договорных матчах, и Филиппи закончил свою карьеру в возрасте 39 лет.
Несмотря на свои способности и выступления на клубном уровне, Филиппи никогда не играл за сборную Италии и считается одним из лучших итальянских игроков, которые не выступали за национальную сборную.
После окончания карьеры игрока стал тренером. Руководил «Тревизо», «Про Горицией», «Лупарензе» и несколькими любительскими клубами.